# Тоусоим
Тоусоим (устар. Тоу-Соим) — река в России, протекает по территории Ханты-Мансийского района Ханты-Мансийского автономного округа. Длина реки — 11 км.
Начинается в болоте глубиной более 2 метров, лежащем вокруг озера Сунтымлор. От истока течёт по поросшей сосновым лесом местности в общем западном направлении. Устье реки находится в 53 км по левому берегу реки Ненсъюган у изб Лозямова и Культстан.

## Данные водного реестра
По данным государственного водного реестра России относится к Верхнеобскому бассейновому округу, водохозяйственный участок реки — Обь от города Нефтеюганск до впадения реки Иртыш, речной подбассейн реки — Обь ниже Ваха до впадения Иртыша. Речной бассейн реки — (Верхняя) Обь до впадения Иртыша.
Код водного объекта — 13011100212115200051342.